# Miliardario

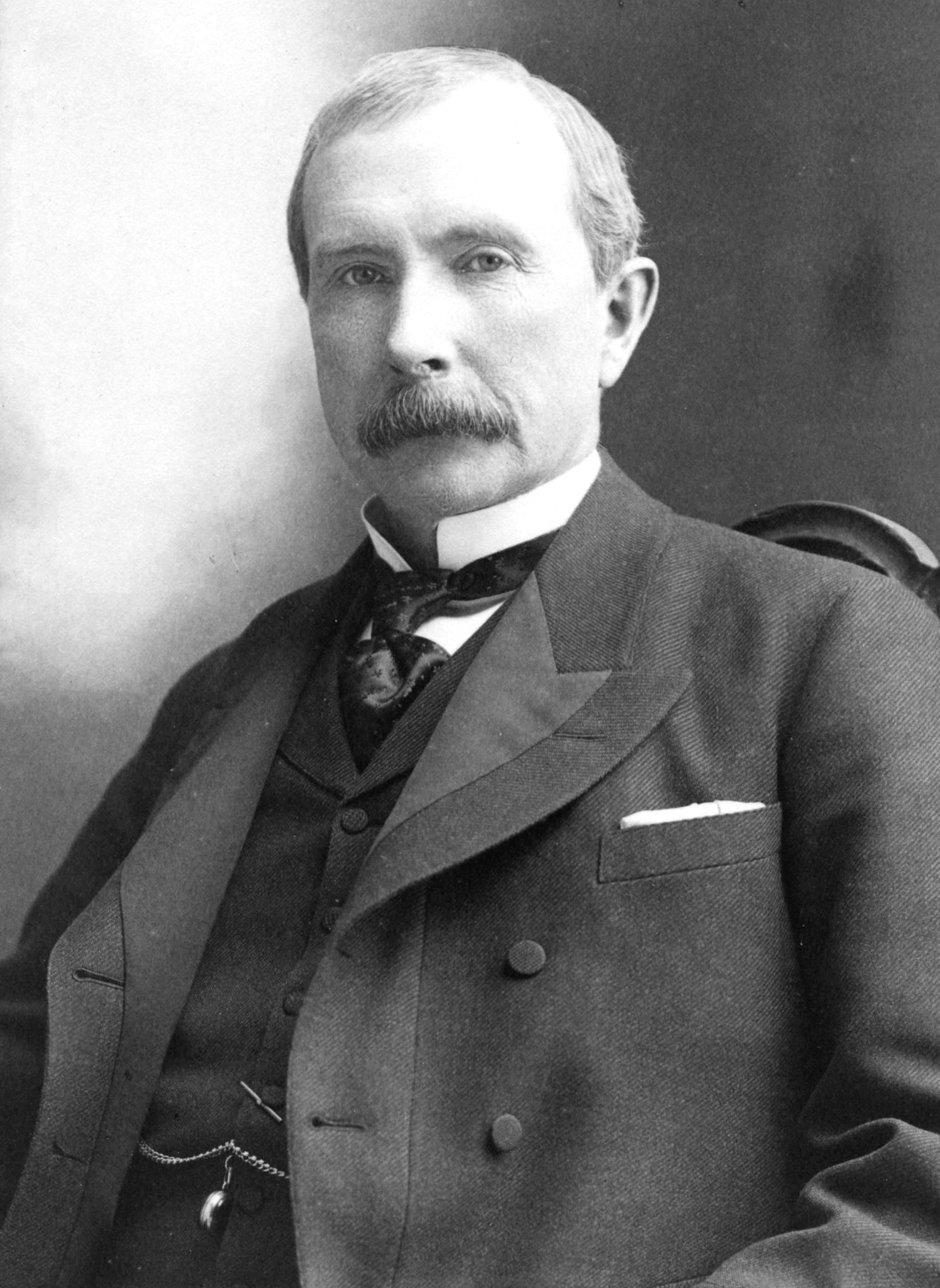
John D. Rockefeller

In paesi che usano sistemi di denominazione dei numeri in scala ridotta, è considerato miliardario chi dispone di un patrimonio netto che va dal un miliardo in su di unità di una determinata valuta. Inoltre, il termine centimiliardario (o centesimo miliardario) è comunemente usato per indicare un miliardario con un patrimonio di almeno cento miliardi di dollari. La rivista economica americana Forbes stila ogni anno un elenco di miliardari noti in dollari USA e aggiorna una versione Internet di questo elenco in tempo reale. Il magnate petrolifero americano John D. Rockefeller divenne il primo miliardario in dollari statunitensi nel 1916, e detiene ancora il titolo di individuo più ricco di sempre.
Nel 2018 ci sono oltre 2.200 miliardari in dollari americani in tutto il mondo, con una ricchezza combinata di oltre 9.1 bilioni di dollari, da US $ 7,67 bilioni nel 2017. Secondo un rapporto Oxfam del 2017, i primi otto più ricchi del mondo possiedono la stessa ricchezza combinata di "metà della razza umana".
Secondo la teoria del trickle-down, gli individui più ricchi avrebbero un effetto benefico sulla società, sia attraverso il consumo che attraverso gli investimenti. Inoltre, secondo il Billionaires Report 2019, i miliardari hanno un impatto positivo significativo sulla sostenibilità, la produttività e il successo delle aziende che controllano. Nei 15 anni fino alla fine del 2018, le società controllate da miliardari quotati in borsa hanno registrato un rendimento del 17,8 per cento, contro il 9,1 per cento dell'indice MSCI AC World Index. Secondo gli autori del rapporto, questo "effetto miliardario" è legato all'assunzione intelligente di rischi e alla volontà di pianificare e investire a lungo termine.